# Gmina Višnjan
Višnjan (wł. Visignano) – gmina w Chorwacji, w żupanii istryjskiej. W 2011 roku liczyła 2274 mieszkańców.

## Miejscowości
Miejscowości wchodzące w skład gminy Višnjan:

- Anžići
- Babudri
- Bačva
- Barat
- Barići
- Baškoti
- Benčani
- Bokići
- Broskvari
- Bucalovići
- Bujarići
- Butori
- Cerion
- Cvitani
- Deklevi
- Diklići
- Fabci
- Farini
- Gambetići
- Kelci
- Kočići
- Kolumbera
- Korlevići
- Košutići
- Kurjavići
- Legovići
- Majkusi
- Mališi
- Maretići
- Markovac
- Milanezi
- Prašćari
- Prhati
- Prkovići
- Pršurići
- Radoši kod Višnjana
- Radovani
- Rafaeli
- Rapavel
- Ribarići
- Sinožići
- Smolici
- Srebrnići
- Strpačići
- Štuti
- Sveti Ivan
- Tićan
- Tripari
- Vejaki
- Višnjan
- Vranići kod Višnjana
- Vrhjani
- Ženodraga
- Žikovići
- Zoričići
- Žužići